# Wilhelm Walther (Jurist)
Wilhelm Walther (* 9. September 1887 in Weilheim an der Teck; † 1961) war ein deutscher Jurist und Präsident des Bayerischen Verfassungsgerichtshofes.

## Leben
Der Sohn eines aus Franken stammenden Apothekers absolvierte das Gymnasium und studierte von 1905 bis 1910 Rechtswissenschaften an den Universitäten in München, Berlin und Erlangen. Seit dem Studium war er Mitglied der Studentenverbindung Akademischer Gesangverein München im SV.  Nach Ablegung beider juristischer Staatsprüfungen trat er im Jahre 1913 als Gerichtsassessor bei der Staatsanwaltschaft München II in den bayerischen Staatsdienst. Nach seiner Teilnahme am Ersten Weltkrieg und der Entlassung aus englischer Kriegsgefangenschaft Ende 1919 war er von 1920 bis 1927 zuerst als Staatsanwalt und später als Amtsgerichtsrat in Kempten tätig. 1927 wurde er nach Traunstein versetzt und dort im Jahre 1931 zum Landgerichtsrat befördert. In den Jahren 1934 bis 1938 war er als Oberstaatsanwalt in Kaiserslautern tätig und kam zum 1. März 1938 als Landgerichtsdirektor an das Landgericht München II. Walther war kein Mitglied in der NSDAP, aber er erhielt aufgrund seiner Tätigkeit als Oberstaatsanwalt zwischen 1934 und 1938 auf Anweisung der US-Militärregierung vom 25. Juli 1945 ein vorläufiges Verbot weiterer richterlicher Betätigung. Laut Entscheidung der Spruchkammer München II a vom 4. Juli 1946 wurde er als vom Gesetz zur Befreiung von Nationalsozialismus und Militarismus (BefrG) nicht betroffen eingestuft. Nach der endgültigen Einstellung seines Spruchkammerverfahrens am 10. März 1947 wurde er zum 1. Juni 1947 Senatspräsident am Oberlandesgericht München und zwei Jahre später zum 1. Mai 1949 Oberlandesgerichtspräsident in Nürnberg. Am 7. August 1953 wurde er vom Bayerischen Landtag zum Präsidenten des Bayerischen Verfassungsgerichtshofes gewählt. Er siegte dabei gegen den Kandidaten der CSU-SPD-Regierung, den Münchener Oberlandesgerichtspräsidenten Josef Wintrich. Walther trat zum 1. Oktober 1956 in den Ruhestand.